# Marija Iwanowna Kirbassowa
Marija Iwanowna Kirbassowa (russisch Мария Ивановна Кирбасова; * 1941, UdSSR; † 2011, Sipoo, Finnland) war eine russische Menschenrechtlerin. Sie gründete und leitete das Komitee der Soldatenmütter Russlands, das 1996 den Right Livelihood Award (Alternativer Nobelpreis) bekam.

## Leben
Marija Kirbassowa war eine Kalmückin. Sie wurde mit ihrer Familie während des Zweiten Weltkrieges nach Sibirien deportiert. 1953 konnten sie zurückkehren.
1984 starb ihr einziger Sohn während seines Wehrdienstes. Marija Kirbassowa war eine der wichtigsten Organisatorinnen von Aktionen und Protesten gegen die Zustände in der Sowjetarmee und pazifistische Buddhistin. 1991 war sie Gründerin des Komitees der Soldatenmütter Russlands und wurde dessen Vorsitzende. 1995 engagierte sie sich mit dem Komitee gegen Menschenrechtsverletzungen im Tschetschenienkrieg und für die Rechte junger russischer Wehrpflichtiger.
2008 siedelte sie zu ihrer Tochter nach Finnland um und sie starb dort 2011.